# Bảo tàng Hội An
Bảo tàng Hội An còn gọi là Bảo tàng lịch sử văn hóa Hội An là bảo tàng lịch sử tọa lạc tại số 10B Trần Hưng Đạo, Hội An, Việt Nam.
Bảo tàng này có diện tích khoảng 800m2 được thành lập vào ngày 10 tháng 11 năm 1989. Hiện tại, bảo tàng đang trưng bày hàng trăm hiện vật, bao gồm hiện vật gốc và tư liệu hình ảnh về khu phố cổ Hội An từ thời kỳ cổ xưa cho đến hiện nay.
Giờ mở cửa của Bảo tàng này là từ 07 giờ 30 phút sáng đến 17 giờ chiều hàng ngày.